# Estret de Canso

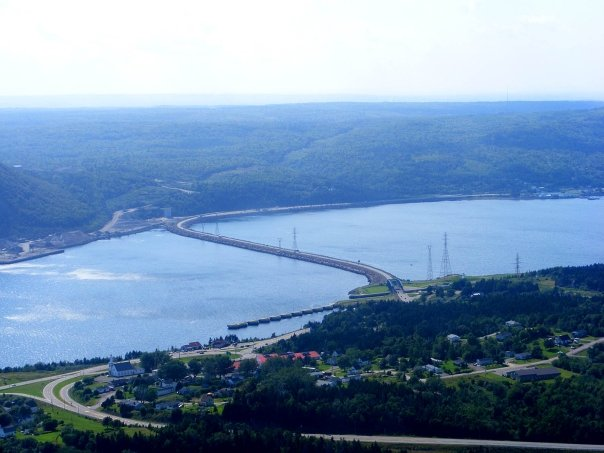
Vista aèria de la calçada de Canso, mirant al nord-est des del costat de l'illa del Ca Bretó

L'estret de Canso (francès: Détroit de Canso; anglès: Strait of Canso, o Gut of Canso o Canso Strait), és un estret de mar localitzat a la costa atlàntica del Canadà, entre la península de Nova Escòcia i l'illa del Cap Bretó. És una de les tres sortides que comuniquen el golf de Sant Llorenç amb l'oceà Atlàntic, essent les altres dues l'estret de Belle Isle l'estret de Cabot.
És un canal llarg i estret d'aproximadament 27 km de longitud i d'uns 3 km d'amplada mitjana (1 km a la seua part més estreta). L'estret connecta la badia Chedabuct, amb l'oceà Atlàntic, amb la badía de St. George, a l'estret de Northumberland, una subconca del golf de Sant Llorenç. L'estret és bastant profund (més de 60 m) amb dues comunitats principals, ambdues amb port, situades a riberes enfrontades, Port Hawkesbury, al costat oriental, i Mulgrave, a la banda occidental. L'estret està creuat per la carretera de Canso pel trànsit de vehicles i ferrocarril, inaugurada l'any 1955. El canal de Canso permet als bucs passar a través de la carretera, i admet qualsevol vaixell capaç de transitar per la via marítima del Sant Llorenç i la via navegable dels Grans Llacs.